# Demeter (marque de certification)
Pour les articles homonymes, voir Déméter (homonymie).
Demeter est une marque de certification internationale, créée en 1928, pour les produits issus de l'agriculture biodynamique qui s'inspire des réflexions de Rudolf Steiner (occultiste autrichien), fondateur de l'anthroposophie.
Réputé pour être exigeant en matière de préservation de l'environnement, les produits certifiés Demeter respectent à la fois les cahiers des charges de l'agriculture biologique en vigueur dans les pays producteurs et ceux de la Fédération Biodynamique Demeter International (affiliée à l'IFOAM).
Ce label est controversé au même motif que le mouvement anthroposophique et l'agriculture biodynamique (ésotérisme, dérives sectaires, principes pseudo-scientifiques).

## Historique
À ses origines, Demeter est une entreprise coopérative spécialisée dans la transformation des produits de l’agriculture biodynamique.
Fondée en septembre 1927, à Berlin, son administration est d'abord confiée à l'agronome allemand Erhard Bartsch (de), directeur de l’Union des Agriculteurs Biodynamiques en Allemagne. Franz Dreidax devient responsable du développement des critères de qualité et de contrôle. C'est à Günther Wachsmuth (responsable de la section des Sciences naturelles du Goethéanum, et directeur général de la Société anthroposophique universelle) que l'on doit le choix du nom de la déesse de la fécondité et mère de la Terre dans la mythologie grecque pour la marque introduite sur le marché en 1928. C'est ce nom qui est également choisi pour leur mensuel. Si la personne de Rudolf Steiner est habituellement choisie pour présenter l'agriculture biodynamique, c'est Ehrenfried Pfeiffer qui met au point et expérimente le premier cette méthode.
En 1932, à la suite de la liquidation de la coopérative survenue deux ans plus tôt, l’Union Économique Demeter est créée et installe son siège à Bad Saarow, près de Berlin. Pour les agriculteurs partenaires, il s'agit d'un organisme de contrôle, de certification, de transformation des céréales par des moulins et des boulangeries et même de distribution de ces productions aux représentations régionales chargées de fournir les magasins partenaires. Cette même année et pour la première fois, le logo et la marque sont déposés auprès de l’office allemand des marques à Munich. 
À la fondation du Troisième Reich, l’Union est généralement administrée par la Reichsverband für biologisch-dynamische Wirtschaftsweise (Union du Reich pour la méthode de production biodynamique). Interdite puis dissoute en 1941 à l'arrestation de son dirigeant principal, Erhard Bartsch (de), Franz Dreidax reprend la marque en son propre nom pour ne pas qu'elle soit perdue. Toutefois, la pratique de la méthode biodynamique en agriculture n'aura jamais été interdite.
En 1946, le Cercle de Recherche des Fermiers Anthroposophiques est créé, avant d'être renommé en Cercle de Recherche pour l’Agriculture Biodynamique, et devient le nouveau propriétaire de la marque Demeter (cession protégée par un acte notarié).
À sa création en 1954, la Demeter-Bund dépose la marque auprès de l'Organisation mondiale de la propriété intellectuelle (OMPI) à Genève et assure sa protection au niveau mondial. Jusqu’en 1997, c'est elle qui attribuait aux pays qui en faisaient la demande le droit d’utiliser la marque, date à laquelle, Demeter International est créée. Fondée peu après le congrès de Järna (groupe constitué des dirigeants des fédérations Demeter dans le monde), c'est elle qui détient les droits de propriété intellectuelle sur la marque.
Le 8 février 2020, Demeter International et l'International Biodynamic Association fusionnent pour fonder la Fédération Biodynamique Demeter International (FBDI) qui reprend les droits sur le label, les organisations Demeter nationales restant chargées de la certification dans leur pays.

### En France
L'agriculture biodynamique est fondatrice de l'agriculture biologique ; elle reste jusqu'à la fin des années 1950 la seule forme d'agriculture biologique en France. Malgré ses faibles effectifs, le courant a une action continue en Alsace, grâce à la société de commercialisation coopérative DEMETER.

## Cahier des charges
La certification recouvre aussi bien l'alimentation que des produits cosmétiques, de soins corporels, de l'habillement (vêtements, chaussures), de la maroquinerie, des plantes et des semences.

### Prérequis
Les produits labelisés Demeter sont d'abord des produits issus d'une agriculture biologique car la certification Demeter n'est que complémentaire aux certifications en agriculture biologique. Les cahiers des charges de l'agriculture biologique (Agriculture biologique en France, Bio Suisse en Suisse) sont à prendre en compte par les exploitants avant ceux de la Fédération Biodynamique Demeter International. 
Ils s'appuient d'abord sur des mises en garde orales de Rudolf Steiner concernant les effets de l'agriculture productiviste. Ils seront par la suite mis en oeuvre après sa mort par ses disciples (Ehrenfried Pfeiffer, Lili Kolisko (de), Alex Podolinsky, Peter Proctor ou François Bouchet,) qui associeront à des pratiques antérieures à l'anthroposophie (tisanes, huiles essentielles, rotation des cultures) des pratiques anthroposophiques décriées pour leur caractère pseudo-scientifique,. 

#### Agriculture
Un certain nombre d'usages sont proscrits, comme ceux des intrants chimiques (pesticides) ou tout autre produits dits « néfastes pour les sols », ou encore la culture des OGM.
La part des ingrédients certifiés Demeter dans les produits transformés doit être d'au moins 90 %, complété par 10 % de produits issus de l'agriculture biologique. L'emploi d'additifs tels que les sels nitriques dans la charcuterie et les arômes, mêmes ceux « naturels », ne sont pas autorisés dans le cadre du label.
En viticulture, là où la législation européenne tolère une concentration de soufre de l'ordre 100 mg/L, avec la certification Demeter, celle-ci ne doit pas dépasser 70 mg/L. Les ajouts de type enzymes, tanins œnologiques ou gélatine sont interdits, même si l'ajout d'ovalbumine reste autorisée à l'étape de la clarification.

#### Elevage
En matière d'élevage, les animaux doivent pouvoir accéder aux pâturages et ne pas être attachés en permanence, les volailles ont interdiction d'être mises en cage. L'alimentation animale conventionnelle est proscrite. Le label Demeter fait référence aux sentiments des animaux d'élevage, à leur âme et à l'amour à porter aux bêtes.

#### Textile
Concernant la production textile, le label garantit un mélange d'au moins 66 % de fibres certifiées DEMETER avec des fibres biologiques (origine animale ou végétale), de même que le respect des critères sociaux au sein des collectifs de travailleurs, le respect de critères sur le bien-être animal pour la production de la laine, ainsi que certains critères de qualité des vêtements. Ces règles valant pour l'habillement aussi bien que pour la literie.

## Les organismes certifiants

### En Europe

#### Dans l'Union Européenne
Les productions certifiées Demeter s'inscrivent dans le cadre juridique européen tel que définit par le règlement n ° 834/2007 du Conseil de l'Europe du 28 juin 2007 sur la production biologique et à l'étiquetage des produits biologiques,.
La première année, c'est l'organisme membre de la FBDI du pays où est localisée l'exploitation qui se charge de contrôler sa conversion à l'agriculture biodynamique. Ce sont ensuite des certificateurs officiels (Ecocert ou Qualité France, pour la France) qui opèreront des contrôles, sur la base des cahiers des charges Demeter et celui du label bio européen.

### En Europe
La FBDI est partenaire de l'Alliance Européenne d’Initiatives pour l’Anthroposophie Appliquée-, lobby chargé de défendre les intérêts des anthroposophes auprès des institutions européennes. 

#### France
Basée à Colmar, l'antenne française de la FBDI supervise la formation des exploitants et la certification Demeter sur le sol français.

#### Suisse
En 2016, Demeter a passé des accords de collaboration avec les deux plus grands distributeurs suisses, Coop et Migros. Traditionnellement, les produits Demeter étaient vendus directement à la ferme et dans des magasins spécialisés ; la production des agriculteurs suisses labellisés Demeter dépasse cependant les capacités d'absorption de ces canaux de distribution, ce qui amenait ces agriculteurs à devoir déclasser une partie de leur production et à la vendre à moindre coût,.

#### BelgiqueetPays-Bas
La Strichtling Demeter est l'organisation titulaire du label en Belgique flamande et aux Pays-Bas. Le label se retrouve sur des produits cosmétiques et des produits alimentaires.

## Les membres
En 2020, 7 700 domaines agricoles et entreprises sont conformes à la certification Demeter, dans plus de 60 pays, surtout dans la viticulture (environ 1% des surfaces de vignes cultivées),.
 France :  Entre 2005-2006 et 2021, le nombre d'exploitations agricoles certifié par Demeter France a doublé, comptant 985 fermes en 2021. Cette même année, sur les 2,3 millions ha de surfaces agricoles cultivées en bio en France, 17 000 ha d'entre elles (0,74 %) étaient officiellement cultivées de façon biodynamique. De plus, deux exploitations françaises certifiées Demeter sur trois sont des exploitations viticoles, soit 621.
 Suisse : En 2018, Demeter regroupe 300 exploitants certifiés, pour une surface évaluée à 5 000 hectares. Cette même année, en suisse romande, la quasi-totalité des 50 vignerons-encaveurs étaient certifiés Demeter. 

## Recherches
- Entre 2019 et 2022, le programme d'étude EcoVitiSol piloté par l'INRAE de Dijon, inaugure une série d'études et d'observations menées sur respectivement 50 parcelles viticoles des régions de Colmar, Nuits-Saint-Georges et Mâcon, pendant trois ans[23]. Dans ces trois régions, des parcelles cultivées en agriculture conventionnelle, biologique et biodynamique (label Demeter) ont été étudiées et comparées entre elles. L'enquête avait pour but de questionner l'impact des pratiques agricoles sur la qualité microbiologique des sols afin de déterminer s'il y a ou non un lien entre elles et la santé de la vigne. L'étude fait appel à des outils d'analyse microbiologique ainsi qu'à des enquêtes de terrain. La publication de résultats préliminaires montre après enquête que les défenses naturelles des vignes sont plus élevées pour les plans en biodynamie, ainsi qu'une meilleure expression des gènes de résistance et du bois de taille en biodynamie. Elle montre également un effet général des pratiques et des modes de production sur le stockage du carbone ainsi que sur la qualité microbiologique des sols[24]. Les conclusions de cette étude sont rendues au cours de l'année 2023[23], même si des associations promouvant l'agro-biodynamie publient leurs propres analyses courant 2022[25].
- En 2021, deux comparatifs menés par le Bureau d’analyse sociétale pour une information citoyenne, Greenpeace, WWF et par les associations FAIRe un monde équitable, Actionaid et Bioconsom’acteurs montrent que le label Demeter est réputé pour être intransigeant sur les garanties environnementales, notamment parce qu'il assure la non-mixité des cultures bio et non-bio sur la même parcelle[26].

## Controverses
L'agriculture biodynamique que certifie Demeter est controversée pour ses origines anthroposophiques. Ses détracteurs dénoncent un manque de scientificité pour l'usage de ces pratiques dénoncées comme « ésotériques » et « magiques », dans lesquelles certains s'inquiètent de voir « la poussée de l’anti-science » ainsi que « le recul de la raison » derrière cette « promotion » des idées de Steiner qu'ils pensent être indissociables,.
Ils remettent aussi en question l'intérêt des techniques promues par le label par rapport à celles de l'agriculture biologique. Olivier de Moor (vigneron en bio à Chablis) affirme que certains usages de la biodynamie ont précédé Steiner et qu'il en applique lui aussi une partie (tisanes, huiles essentielles, rotation des cultures),. Ils critiquent également un risque de confusion entre l'agriculture biologique et l'agriculture biodynamique, ainsi que celle de leurs labels (Demeter et Biodyvin). 
Le sociologue Valéry Rasplus rappelle que la biodynamie se distingue de l'agriculture biologique car c'est une pratique agricole qui a recours à des principes surnaturels non démontrés par la science, qui font référence en quelques sortes à ce qui est qualifié de magie. Il critique la démarche de certains médias qui mettent en avant la qualité des productions, sans historiciser ni contextualiser les pratiques biodynamiques. Il critique les médias qui, selon lui, lissent et banalisent le discours des anthroposophes et certaines de leurs dérives sectaires,. S'il pense qu'aucune étude ne peut valider les justifications des anthroposophes,  il reconnait l'utilité de certains programmes d'études, comme ÉcoVitiSol, mené entre 2019 et 2022 par Jean Masson et Lionel Ranjard, (directeurs de recherches à l'INRAE),.
Si pour Aubert de Villaine (cogérant du domaine Romanée-Conti) la biodynamie est « une étape supplémentaire [...] après le passage au bio », les aspects spirituels et cosmiques liés à l'anthroposophie sont décriés pour être pseudoscientifiques.
Le journaliste Jean-Baptiste Malet dénonce, lui, un « druidisme [qui] impose [à l'agriculteur] de manipuler des cornes remplies de bouse et des vessies de cerf et de respecter un calendrier cosmique » ainsi qu'un « mysticisme » imposant de « [respecter] une codification rituelle » comme celles pratiquées par certaines religions.
De plus, si la méthode de cristallisation sensible apparaît être rigoureuse et positiviste, l'interprétation des résultats reste subjective et non liée à un phénomène scientifiquement fondé.